# شارب

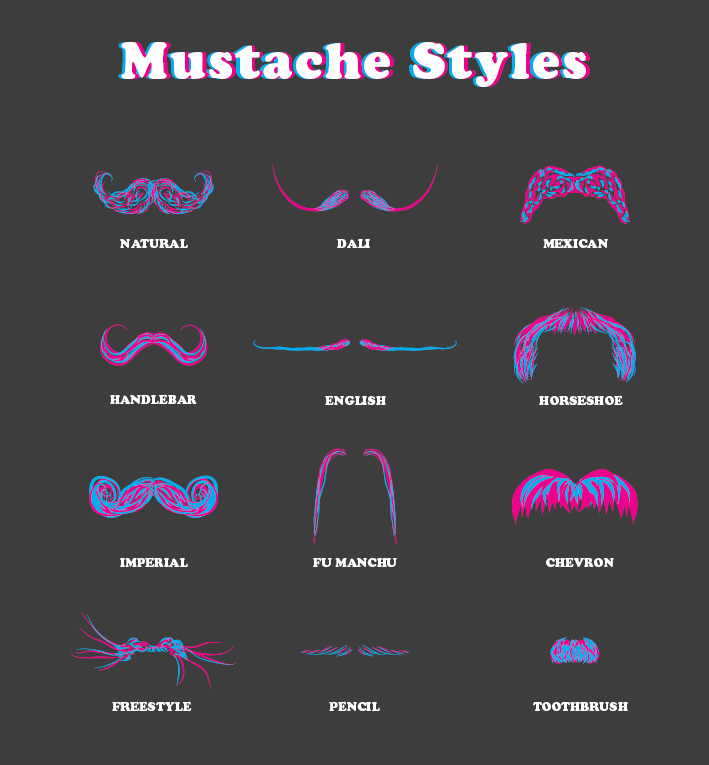
اشكال الشوارب

الشارب هو الشعر الذي ينبت فوق الشفة العليا، وهو يظهر في ذكور الإنسان عند البلوغ، وهو من علامات الرجولة لدى بعض المجتمعات وكانت الشوارب يضرب بها مثل الرجولة عند العرب مثال كلمة عطران الشوارب أي ذوي الشوارب الكثيفة والمتينة. كان منذ الأزل دالاّ على الرجولة، وقد يضفى على البعض لمسات جمالية. كان السياسيون يتفاخرون بشواربهم المفتولة، فإذا انتفض أحدهم وأمسك بشاربه وقطع وعدا وقال: خذها من هذا الشارب .. فإنّه لن يخل بوعده فإذا أخلّ لحقه العار.
حلاقة الشارب في الشرق معيبة عند البعض، فلو زرت بقاع مختلفة لوجدت أناسا سجلوا ما زالوا يعتقدون أن من المعيب إزالة الشارب ولسلاطين الدولة العثمانية تميز خاص للشوارب لها مقامات ألغاها أتاتورك فصارت مؤسسة الجيش خالية من الشوارب الملتوية والمتعقربة.

## أشكال الشوارب
للشوارب أشكال :
- الشارب الهتلري وهو على شكل مربع صغير ملتصق فوق شفته العليا وهو طبق الأصل لشارب الفنان شارلي شابلن
- الشارب الستاليني
- الشارب الغجري
- الشارب الهرمي
- الشارب الإنجليزي.

## الشارب في الإسلام
حث الإسلام المؤمنين بحف الشارب أي تخفيفه بالقص، وإعفاء اللِحى و«عن ابن عمر عن النبي ﷺ قال: خالفوا المشركين وفروا اللحى وأحفوا الشوارب وكان ابن عمر إذا حج أو اعتمر قبض على لحيته فما فضل أخذه».